# Thuiaria plumiformis
Thuiaria plumiformis är en nässeldjursart som först beskrevs av Nutting 1904.  Thuiaria plumiformis ingår i släktet Thuiaria och familjen Sertulariidae. Inga underarter finns listade i Catalogue of Life.